# Robert Watson Willis
Robert Watson Willis, noto semplicemente come Robert Willis (26 luglio 1843 – 16 gennaio 1892), è stato un calciatore e sportivo inglese.

## Biografia
Willis lavorò nell'industria vinicola, in particolare nell'esportazione della bevanda verso la Spagna. Nel 1872 divenne socio dell'azienda Peter Domecq and Co. e in seguito fondò la Union Bank of Spain and England, della quale fu anche direttore. Lasciò l'attività nel 1890, due anni prima della sua morte.

## Carriera
Descritto da Ebenezer Cobb Morley come "caloroso ammiratore del gioco del football ed eccellente calciatore", fu segretario del Barnes Football Club dal 1864 al 1867. In seguito fu capitano della squadra, prendendo il posto di Morley, fino al 1870. Dal 1866 al 1867 fu anche segretario della Football Association, sempre succedendo a Morley.
Era anche un appassionato rematore; gareggiava in coppia con Robert Graham, suo successore come segretario della FA ma anche suo cognato. Willis era infatti sposato con Helen Graham, sorella maggiore di Robert.